# Карпцы
Карпцы (укр. Карпці) — село, Саевский сельский совет,
Липоводолинский район, Сумская область, Украина. Код КОАТУУ — 5923285604. Население по переписи 2001 года составляло 121 человек.
Село указано на специальной карте Западной части России Шуберта 1826-1840 годов как хутор Карпин.     

## Географическое положение
Село Карпцы находится на расстоянии в 1 км от сёл Гришки и Марьяновка, в 1,5 км — село Саи. По селу протекает три пересыхающих ручья с двумя запрудами и тремя болотистыми полузапрудами.

## Карпцы в интернете
КАРПЦЫ — форум земляков